# اکواویوا کالکروس
اکواویوا کالکروس (به ایتالیایی: Acquaviva Collecroce) یک سکونتگاه مسکونی در ایتالیا است که در استان کامپوباسو واقع شده‌است.

## خصوصیات
اکواویوا کالکروس ۲۸ کیلومترمربع مساحت و ۷۳۳ نفر جمعیت دارد و ۴۲۵ متر بالاتر از سطح دریا واقع شده‌است.